# Battaglia dei Ponti
La battaglia dei Ponti, o Ponti del Kuwait, oppure ancora battaglia di Jal Al-Atraf (in arabo معركة الجسور‎?), fu una battaglia avvenuta il 2 agosto 1990 in Kuwait, in seguito all'invasione irachena.
Il nome della battaglia fa riferimento ai due ponti lungo la strada a ovest di Jahrah, cittadina a occidente rispetto a Kuwait City, esattamente tra il confine con l'Iraq e la capitale kuwaitiana.

## Antefatti
Il 2 agosto 1990, poco dopo mezzanotte, ora locale, l'Iraq invase il Kuwait. I kuwaitiani furono colti di sorpresa: molti soldati erano in libera uscita per il capodanno islamico oltre a causa del caldo estivo. In queste condizioni, la 35ª Brigata riuscì ad assemblare 36 carri Chieftain, una compagnia di personale carristi, un'altra compagnia di veicoli anticarro M901 ITV e una batteria d'artiglieria di 7 cannoni.
Di fronte loro vi erano delle unità della Guardia repubblicana irachena: la divisione meccanizzata Hammurabi consisteva in due brigate meccanizzate e una brigata corazzata, mentre la divisione corazzata Medinah consisteva in due brigate corazzate e una meccanizzata. Queste unità erano equipaggiati con carri T-72, con BMP-1 e BMP-2, oltre ad unità d'artiglieria. Gli scontri della battaglia dei ponti avvennero però tra alcune unità delle divisioni elencate, per entrambi gli schieramenti.

## Battaglia
La 35ª Brigata dell'esercito del Kuwait era stata messa in allerta alle ore 22:00 del 1º agosto. La brigata impiegò otto ore per equipaggiarsi e rifornirsi di materiali e munizioni; a causa della mancanza di preparazione e della carenza di tempo, la brigata dovette dispiegarsi prima di essersi completamente rifornita e con meno della metà dell'artiglieria pronta. Il colonnello Salem si mosse con la compagnia anticarro alle 04:30 mentre il resto della brigata partì alle 06:00. Il loro campo era a 25 km a ovest di Jahrah così l'unità si diresse a est posizionandosi all'incrocio tra l'Highway 70 (Autostrada 70) e la Sixth Ring Road (sesta tangenziale).
La divisione Hammurabi nel frattempo giunse a Jahrah; giungendo da nord, parte della divisione circondò da ovest la cittadina, attraverso le sei corsie della tangenziale. Gli iracheni probabilmente non si aspettavano un'opposizione, infatti non effettuarono ricognizioni, avanzavano in colonna e non proteggevano i loro fianchi. Questa scarsa precauzione e l'insufficiente comunicazione furono caratteristiche delle unità irachene in questa battaglia.
Il 7º Battaglione kuwaitiano fu il primo ad ingaggiare gli iracheni, poco dopo le 06:45, sparando con i Chieftain da un chilometro, un chilometro e mezzo, fermando la colonna nemica. La risposta irachena fu lenta e inefficace mentre altre unità della Guardia repubblicana giungevano senza essere a conoscenza della situazione, permettendo ai kuwaitiani di attaccare la fanteria ancora a bordo dei veicoli da trasporto e di distruggere un 2S1 Garofano.
Alle ore 11:00, alcune unità della divisione Medinah giunsero, lungo la Highway 70, al campo base della 35ª Brigata kuwaitiana. Nuovamente gli iracheni erano disposti in colonna e passarono oltre l'artiglieria, in mezzo tra il 7º e l'8º Battaglione corazzati kuwaitiani che aprirono il fuoco. Subendo gravi perdite, gli iracheni furono costretti a ritirarsi a ovest. Dopo che la Medinah si riorganizzò riuscirono ad affrontare i kuwaitiani adeguatamente, i quali con scarse munizioni dovettero ritirarsi verso sud per evitare di essere circondati. I kuwaitiani raggiunsero il confine saudita alle 16:30, passando la notte sul confine per poi attraversarlo il giorno seguente.